# Kostandovo
Kostandovo (în bulgară Костандово) este un oraș în partea de sud a Bulgariei. Aparține de  Obștina Rakitovo, Regiunea Pazargik.

## Demografie
Componența etnică a orașului Kostandovo
     Romi (9,14%)
     Bulgari (51,65%)
     Nicio identificare (39,2%)
     Altele (0,57%)
La recensământul din 2011, populația orașului Kostandovo era de 4.168 locuitori. Din punct de vedere etnic, majoritatea locuitorilor (51,65%) erau bulgari, cu o minoritate de romi (9,14%). Pentru 39,2% din locuitori nu este cunoscută apartenența etnică.